# Objętość (matematyka)
Objętość – miara 3-wymiarowej przestrzeni.

## Konstrukcja pojęcia
W matematyce objętość najprościej zdefiniować w następujący sposób:
- Pokrywamy całą przestrzeń siatką przylegających sześcianów o bokach {\displaystyle a_{1}.}
- Liczbę sześcianów, które mają choćby jeden punkt wspólny z bryłą lub obszarem przestrzeni, którego objętość chcemy obliczyć oznaczmy przez {\displaystyle n_{1}.}

Tworząc rozmaite siatki sześcianów o coraz to mniejszych krawędziach {\displaystyle a_{2}<a_{1},} {\displaystyle a_{3}<a_{2}} itd. uzyskamy ciąg liczb {\displaystyle n_{1},n_{2},...} Objętością nazywamy granicę:
{\displaystyle V=\lim _{i\to \infty }n_{i}~a_{i}^{3}.}
Granica ta nie zawsze istnieje. Jeśli nie istnieje, objętości nie da się obliczyć tą metodą.
Co więcej, konstrukcja ta ma jeszcze jedną wadę – choć dobrze sprawdza się w typowych wypadkach, jednak nie posiada podstawowej własności, która intuicyjnie powinna charakteryzować objętość: objętość dwóch nie nachodzących na siebie brył może być większa niż objętość bryły powstałej z ich połączenia.
Przykład: zbiory
{\displaystyle \{(x,y,z)\in \mathbb {R} ^{3}\colon \,x,y,z\in \mathbb {Q} ,\,0<x,y,z<1\}}
oraz
{\displaystyle \{(x,y,z)\in \mathbb {R} ^{3}\colon \,x,y,z\in \mathbb {R} \setminus \mathbb {Q} ,\,0<x,y,z<1\}}
mają obydwa objętości równe jeden, są rozłączne (mają pusty przekrój), a ich suma (czyli wnętrze sześcianu) również ma objętość równą jeden.
Udowodniono jednak, iż nie istnieje żadna nietrywialna funkcja, którą dałoby się zmierzyć dowolną bryłę i która dla dwóch rozłącznych brył dawałaby wynik równy ich sumie.

## Objętość pod powierzchnią
Objętość między powierzchnią daną równaniem {\displaystyle z=f(x,y),} a płaszczyzną {\displaystyle OXY} w obszarze {\displaystyle x_{1}<x<x_{2},y_{1}<y<y_{2}} jest równe całce podwójnej
{\displaystyle V=\int \limits _{x_{1}}^{x_{2}}\int \limits _{y_{1}}^{y_{2}}|f(x,y)|dy~dx.}

## Jednostki objętości
Za jednostkę objętości przyjmuje się
sześcian o długości krawędzi odpowiadających jednostce długości w danym systemie miar. W układzie SI jednostką objętości jest sześcian o boku 1 metra, czyli metr sześcienny.